# Gloskäret (Vaasa)
Gloskäret est une île du nord Kvarken à Vaasa en Finlande,.

## Géographie
La superficie de l'île est de 30,6 hectares et sa longueur maximale est de 900 mètres dans la direction nord-sud. 